# Edward Irenaeus Prime-Stevenson
Edward Irenaeus Prime-Stevenson (Madison, 23 luglio 1858 – Losanna, 23 luglio 1942) è stato uno scrittore e giornalista statunitense.
È stato il primo scrittore statunitense a pubblicare un romanzo apertamente gay con lo pseudonimo Xavier Mayne.

## Biografia

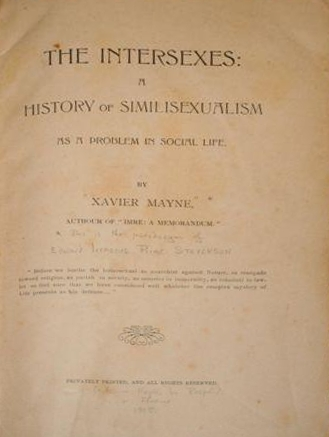
Il frontespizio di The intersexes: A History of Simisexualism as Problem in Social Life pubblicato da Edward Irenaeus Prime-Stevenson a Napoli nel 1908 sotto lo pseudonimo Xavier Mayne

Edward Prime-Stevenson è nato il 23 luglio 1858 a Madison in New Jersey ultimo di cinque figli, con un padre pastore presbiteriano e preside scolastico, e una madre proveniente da una famiglia di letterati.
Dopo gli studi classici passò a Giurisprudenza, ma non tradusse mai la sua carriera universitaria in una professione. Scelse immediatamente di scrivere dedicandosi alla fiction alla poesia e alla critica musicale. Collaborò con periodici importanti come Harper's e l'Indipendent di New York.
A 19 anni incominciò a pubblicare libri per ragazzi di successo come Cockades (1887) e Left to Themselves (1891), entrambi concentrati su strette amicizie omoerotiche tra adolescenti. Il suo nome, tra gli autori di successo, fu inserito nella prima edizione del Who's Who in America (1899-1900).
Nel 1901 Prime-Stevenson si trasferì in Europa dove incominciò a scrivere testi apertamente omosessuali nascosto dallo pseudonimo Xavier Mayne.
Nel 1906 il suo romanzo Imre: A Memorandum fu stampato privatamente dall'editore Rispoli a Napoli. Lo scritto, primo di un autore statunitense, parla apertamente e positivamente di omosessualità. Nel 1908 Prime-Stevenson, sempre sotto pseudonimo e sempre a Napoli, darà alle stampe un trattato di sessuologia The intersexes: A History of Similisexualism as Problem in Social Life. Il testo rappresenta una difesa dell'omosessualità in prospettiva scientifica, giuridica, storica e personale.
Del suo soggiorno europeo, tra Losanna e Firenze, si sa molto poco. È certo che frequentò Capri dove conobbe Jacques d'Adelswärd-Fersen a cui dedicò il racconto La biblioteca di Dayneford pubblicato in 'Pagine passate di mano in mano' Archiviato il 31 marzo 2016 in Internet Archive. a cura di Mark Mitchell e David Leavitt, che costituisce l'unica opera tradotta in italiano dell'autore.
Prime-Stevenson pubblicò poi, con il suo vero nome, una collezione di racconti brevi Her enemy, Some friends, and other Personage nel 1913 che contengono numerosi riferimenti e informazioni sull'omosessualità.
La sua produzione andò rallentando (due tipografie fiorentine pubblicheranno un suo lavoro sulla musica e un libro di racconti) nel corso degli anni e si interruppe con la morte dell'autore per infarto a Losanna in Svizzera, il 23 luglio 1942, giorno del suo 84º compleanno.
Il suo necrologio sul New York Time lo ricorda come scrittore e critico musicale.

## Opere
- White Cockades, 1887
- Left to Themselves: Being the Ordeal of Gerald and Philip, 1891
- Imre: Il mondo tra le tue braccia, Independently Published, 2025 (Imre. A Memorandum), Rispoli, Naples 1906,
- The Intersexes, 1908
- Her Enemy, Some Friends--And Other Personages: Stories and Studies Mostly of Human Hearts, Florence 1913
- Dramatic stories to read aloud, Tip. Carpigiani e Zipoli, Florence 1924
- Long-haired iopas : Old chapters from Twenty five years of Music-criticism, G & R. Obsner, Florence 1927